# Zapasy na Letnich Igrzyskach Olimpijskich 1932 – kategoria do 87 kg w stylu wolnym
Zmagania mężczyzn do 87 kg to jedna z siedmiu męskich konkurencji w zapasach w stylu wolnym rozgrywanych podczas Letnich Igrzysk Olimpijskich 1932. Pojedynki w tej kategorii wagowej odbyły się w dniach 1 – 3 sierpnia.

## Klasyfikacja[1]
| Pos. | Zawodnik        | Kraj              |
| ---- | --------------- | ----------------- |
| 1    | Peter Mehringer | Stany Zjednoczone |
| 2    | Thure Sjöstedt  | Szwecja           |
| 3    | Eddie Scarf     | Australia         |
| 4    | Harry Madison   | Kanada            |

## Zasady[2]
Punktacja opierała się na systemie "złych punktów karnych". Zwycięzca otrzymywał zero punktów za wygraną przez "tusz" (łopatki), a jeden za zwycięstwo decyzją trzech sędziów. Za porażkę na punkty zawodnik otrzymywał trzy punkty. Uzyskanie pięciu lub więcej punktów eliminowało zapaśnika z turnieju.   

## Wyniki

### Rundy eliminacyjne

#### Pierwsza runda[3]
| Zwycięzca       | Punkty karne | Wynik   | Przegrany      | Punkty karne |
| --------------- | ------------ | ------- | -------------- | ------------ |
| Peter Mehringer | 0            | Łopatki | Thure Sjöstedt | 3            |
| Eddie Scarf     | 0            | Łopatki | Harry Madison  | 3            |

#### Druga runda[4]
| Zwycięzca       | Punkty karne | Wynik     | Przegrany     | Punkty karne |
| --------------- | ------------ | --------- | ------------- | ------------ |
| Thure Sjöstedt  | 4            | Na punkty | Eddie Scarf   | 3            |
| Peter Mehringer | 0            | Łopatki   | Harry Madison | 6            |

#### Trzecia runda[5]
| Zwycięzca       | Punkty karne | Wynik     | Przegrany   | Punkty karne |
| --------------- | ------------ | --------- | ----------- | ------------ |
| Peter Mehringer | 1            | Na punkty | Eddie Scarf | 6            |
| Thure Sjöstedt  | 4            | -         | Bez walki   |              |